# NGC 1025
NGC 1025 é uma galáxia espiral barrada (SBb) localizada na direcção da constelação de Horologium. Possui uma declinação de -54° 51' 49" e uma ascensão recta de 2 horas, 36 minutos e 19,9 segundos.
A galáxia NGC 1025 foi descoberta em 11 de Setembro de 1836 por John Herschel.